# 88 (број)
88 је природан број који се јавља после броја 87, а претходи броју 89.

## У математици
88 је:
- рефакторабилан број.[1]
- примитивни полусавршени број.[2]
- недодирљиви број.[3]
- хексадекагонални број.[4]

## У науци
- атомски број радијума.
- Месје 88, спирална галаксија у сазвежђу Береникина коса.
- NGC 88, спирална галаксија у сазвежђу Феникс.